# Paul Put
Paul Joseph Put (Anversa, 26 maggio 1956) è un allenatore di calcio, dirigente sportivo ed ex calciatore belga, di ruolo centrocampista, commissario tecnico della nazionale ugandese.

## Carriera
Put è stato manager della nazionale gambiana tra il 2008 e il 2011, prima di essere nominato commissario tecnico del Burkina Faso nel marzo 2012. In precedenza aveva gestito i club belgi di Geel, Lokeren e Lierse , prima di essere bannato per tre anni dalla Royal Belgian Football Association per il suo presunto coinvolgimento nello scandalo che vide coinvolto Ye Zheyun .
Ha lasciato il suo incarico di dirigente del Burkina Faso nel febbraio 2015, prima di diventare commissario tecnico della Giordania nel giugno 2015. Dopo una sospensione di due settimane da parte della Federcalcio giordana il 20 dicembre 2015, Put ha rassegnato le dimissioni come manager della squadra nazionale giordana nel gennaio 2016. 
Il 30 ottobre 2016 è stato annunciato come dirigente del club algerino USM Alger , con un contratto di due anni. Nel febbraio 2017 è stato uno dei numerosi manager nella lista ristretta del ruolo di manager della squadra nazionale del Ruanda . È diventato il manager della squadra nazionale keniana nel novembre 2017, prima di dimettersi nel febbraio 2018.
Divenne commissario tecnico del club cinese Xinjiang Tianshan Leopard  quel mese, firmando un contratto triennale. Nel marzo 2018 è stato nominato commissario tecnico della squadra nazionale della Guinea. Nel 2023, tra le polemiche, viene scelto come ct dell'Uganda.